# Marco Silva
Marco Silva, född 12 juli 1977 i Lissabon, är en portugisisk fotbollstränare och före detta spelare. Han är sedan 2021 huvudtränare i Fulham.

## Karriär
Han spelade för en mängd portugisiska klubbar och avslutade sin spelarkarriär med en sexårig sejour i Estoril. Silva var sedan tränare för klubben i tre år innan han tillbringade en säsong som Sporting Lissabon-tränare, under vilken de vann den portugisiska cupen. Bara dagar efter cupvinsten fick Silva sparken av Sporting för att han inte haft på sig klubbens officiella kostym i en cupmatch mot Vizela.
Han arbetade sedan utomlands, först som tränare för den grekiska klubben Olympiakos, med vilka han säkrade klubbens 43:e ligatitel med sex matcher kvar av säsongen, och sedan som huvudtränare i Hull City, Watford och Everton i England.
Den 1 juli 2021 blev Silva anställd som ny huvudtränare i Fulham.